# Sunday Eboh
Sunday Eboh (* 1957) ist ein ehemaliger nigerianischer Tischtennisspieler. Er wurde 1980 Afrikameister und nahm an drei Weltmeisterschaften teil. Seit 1987 spielte er bei mehreren deutschen Vereinen.

## Werdegang
Erste internationale Erfolge von Sunday Eboh wurden 1978 bekannt, als er bei den Afrikaspielen 1978 im Doppel mit Kasali Lasisi und mit der Mannschaft Erster wurde. Im Mixed mit Ethel Jacks erreichte er das Endspiel. 1980 wurde er Afrikameister im Einzel, Doppel mit Francis Sule und Mixed mit Kuye Mojisola sowie mit der Herrenmannschaft Nigerias. 1979, 1981 und 1983 wurde er für Weltmeisterschaften nominiert, kam dabei jedoch nie in die Nähe von Medaillenrängen. Bei den World Cups 1981 und 1983 kam er jeweils auf Platz 13. 1982 gewann er die Commonwealth-Meisterschaften im Doppel mit Atanda Musa.
1987 wurde Sunday Eboh vom deutschen Verein TVB Nassau verpflichtet, der damals in der Regionalliga auftrat. Mit Eboh gelang 1988 der Aufstieg in die 2. Bundesliga. 1994 verließ er Nassau Richtung Münster. Von 1996 bis 1998 spielte er mit dem LTV Lippstadt in der Regionalliga, Anfang der 2000er Jahre bis 2002 bei SC Bayer 05 Uerdingen in der Verbandsliga.